# El Colorado (Hidalgo)
El Colorado es una localidad de México, localizada en el municipio de San Salvador en el estado de Hidalgo.

## Geografía
Se encuentra en la región geográfica del Valle del Mezquital. A la localidad le corresponden las coordenadas geográficas 20° 12’ 57.664” de latitud norte y 99° 00’ 04.968” de longitud oeste; con una altitud de 2038 m s. n. m. Cuenta con un clima semiseco templado.
En cuanto a fisiografía se encuentra en la provincia del Eje Neovolcanico, dentro de la subprovincia de Sierras y Llanuras de Querétaro e Hidalgo; su terreno es de sierra. En lo que respecta a la hidrografía se encuentra posicionado en la región del Pánuco, dentro de la cuenca del río Moctezuma, y en la subcuenca del río Actopan.

## Demografía
En 2020 registró una población de 1273 personas, lo que corresponde al 3.46 % de la población municipal. De los cuales 650 son hombres y 623 son mujeres.
| Gráfica de evolución demográfica de El Colorado entre 1980 y 2020                            |
|                                                                                              |
| Población de los censos y conteos del Instituto Nacional de Estadística y Geografía (INEGI). |